# فجوة كفاءة الطاقة

يشير مصطلح كفاءة الطاقة إلى التغييرات في المعدات والسلوكيات التي تؤدي إلى زيادة الخدمات الطاقة لكل وحدة من الطاقة المستهلكة

يشير مصطلح فجوة كفاءة الطاقة (بالإنجليزية: Energy efficiency gap)‏ إلى إمكانية تحسين كفاءة الطاقة أو الفرق بين مستوى تحقيق الكفاءة الطاقة الذي يحقق أقل التكاليف ومستوى تحقيق كفاءة الطاقة الفعلي. وقد لفت هذا المصطلح انتباه المحللين السياسيين في مجال سياسة الطاقة، لأن وجوده يشير إلى أن المجتمع قد أهمل الاستثمارات الفعالة من حيث التكلفة في الكفاءة الطاقة، على الرغم من أنها يمكن أن تقلل بشكل كبير من استهلاك الطاقة بتكلفة منخفضة. وقد صاغ هذا المصطلح أول مرة إريك هيرست ومارلين براون في ورقة بحثية بعنوان "إغلاق الفجوة في الكفاءة: حواجز استخدام الطاقة بكفاءة" عام 1990.

## مقدمة
يشير مصطلح كفاءة الطاقة إلى التغييرات في المعدات والسلوكيات التي تؤدي إلى زيادة الخدمات الطاقة لكل وحدة من الطاقة المستهلكة، في حين يشار في كثير من الأحيان إلى التغييرات السلوكية التي تقلل من استخدام الطاقة باسم حفظ الطاقة. وتعد كثافة الطاقة التي تقيس استهلاك الطاقة لكل وحدة من الناتج المحلي الإجمالي مؤشرًا على الكفاءة الطاقة.
وقد حاول الكثيرون قياس الفجوة في كفاءة الطاقة، وتختلف نهجهم بناءً على تعريف المستوى المثالي للاستخدام الطاقة. ومن بين المفاهيم الشائعة، تعريف هيرست وبراون (1990): فجوة الكفاءة الطاقة هي الإمكانات الاقتصادية التي لم تستغل في الكفاءة الطاقة، وبمعنى آخر، فإنه يشدد على التدابير التي تتوفر تقنيًا لتحقيق الكفاءة الطاقة بتكلفة منخفضة ولكنها لم تتم تنفيذها. وهناك العديد من الدراسات التي استخدمت هذا التعريف، مثل الوكالة الدولية للطاقة (2007) وكوبمانز وفيلد.
في دراستهما التي نشرت عام 1994، حدد جيف جاف وروبرت ستافينز خمسة أنواع من الأمثلية وتعريفاتها المقابلة لفجوة الكفاءة الطاقة، وهي: الإمكانات الاقتصادية للخبراء الاقتصاديين، والإمكانات الاقتصادية للخبراء التقنيين، الإمكانات الفرضية، والنوع الضيق من المنفعة الاجتماعية، والنوع الحقيقي من المنفعة الاجتماعية
وعلى وجه الخصوص، يمكن تحقيق الإمكانات الاقتصادية للاقتصاديين من خلال القضاء على إخفاقات السوق في سوق تكنولوجيا كفاءة الطاقة، في حين يمكن تحقيق الإمكانات الاقتصادية للتقنيين من خلال القضاء على إخفاقات السوق وغير السوق. يتطلب تحقيق الإمكانات الافتراضية القضاء على إخفاقات السوق في سوق الطاقة بالكامل، على سبيل المثال، وجود أسعار طاقة تعكس جميع العوامل الخارجية. يمكن للمجتمع تحقيق الحد الأقصى الاجتماعي الضيق من خلال تنفيذ جميع البرامج المتاحة ذات التكلفة الفعالة، ويمكن تحقيق الحد الأقصى الاجتماعي الحقيقي إذا أُخذ الآثار البيئية لتوليد الطاقة واستهلاكها في الاعتبار.

## عوائق فجوة كفاءة الطاقة
توجد فجوات في الكفاءة الطاقة لأن هناك فشل في الأسواق. من المهم تحديد وفهم هذه الحواجز من أجل تحقيق التدخلات الحكومية المرغوبة. ووفقًا لهيرست وبراون (1990)، يمكن تقسيم العوائق المختلفة التي تمنع المجتمع من إغلاق فجوة الكفاءة الطاقة بنجاح إلى فئتين: العوائق الهيكلية والعوائق السلوكية. تنتج الحواجز الهيكلية عن تصرفات المنظمات العامة والخاصة، وعادة ما تكون خارجة عن سيطرة المستخدم النهائي للطاقة الفردية. تعرض بعض الأمثلة على النحو التالي:
التحريف في أسعار الوقود. الأسعار التي يدفعها المستهلكون لا تعكس التكاليف الاجتماعية والبيئية المرتبطة بإنتاج الوقود وتوزيعه واستهلاكه. وعلى إثر هذا التحريف، يميل المستهلكون إلى عدم الاستثمار في تقنيات كفاءة الطاقة.
عدم اليقين حول أسعار الوقود المستقبلية. هناك تقلبات كبيرة في أسعار الوقود مثل الكهرباء والبترول، مما يزيد من عدم اليقين بشأنها. كما أن اللوائح البيئية الأكثر صرامة والقلق بشأن الاحتباس الحراري يزيدان من تقلبات أسعار الوقود. هذه التحولات تمنع المستهلكين من اتخاذ قرارات شراء منطقية لأنظمة استخدام الطاقة الجديدة.
الوصول المحدود إلى رأس المال. غالبًا ما يواجه المستهلكون تكاليف عالية مقدمًا للأنظمة الموفرة للطاقة. بالإضافة إلى ذلك، تُستخدم معدلات الخصم المرتفعة لإجراء مفاضلات بين الاستثمار الرأسمالي الأولي وتكاليف التشغيل المنخفضة، مما يعيق أيضًا الاستثمارات في تقنيات كفاءة الطاقة.
السياسات المالية والتنظيمية الحكومية. تميل السياسات الحكومية إلى تشجيع استهلاك الطاقة، بدلاً من كفاءة الطاقة. على سبيل المثال، ركز الدعم الحكومي أكثر على تنمية الطاقة، وأرباح المرافق الكهربائية هي دالة على المبيعات.
الرموز والمعايير. في الغالب، تأخر تطوير القوانين والمعايير عن تطوير التقنيات. كما يستغرق اعتماد المعايير وتعديلها وقتًا طويلاً، مما يشكل عائقاً أمام الابتكار التكنولوجي في مجال كفاءة الطاقة.
قيود البنية التحتية للإمداد. حيث أن نشر تقنيات كفاءة الطاقة مقيد بشدة بعوامل مثل الجغرافيا والبنية التحتية والموارد البشرية .
الحواجز السلوكية هي المشاكل التي تميز قرار المستخدم النهائي فيما يتعلق باستهلاك الطاقة. ونناقش أربعة أمثلة هنا:
المواقف تجاه كفاءة الطاقة. يمكن أن يؤثر وعي الجمهور ومواقفه تجاه كفاءة الطاقة بشكل كبير على سلوكيات الشراء والاستهلاك المتعلقة بالطاقة.
المخاطر المتصورة لاستثمارات كفاءة الطاقة. يمكن أن يتجنب المستهلكون والشركات المخاطرة من حيث الاستثمار في تقنيات كفاءة الطاقة. أدت حالات عدم اليقين المتعلقة بأسعار الوقود وارتفاع معدل الخصم لتكاليف التشغيل إلى جعل استثمارات كفاءة الطاقة "محفوفة بالمخاطر" بالنسبة للعديد من صانعي القرار.
فجوات المعلومات. غالبًا ما يكون هناك نقص في المعلومات حول أداء التقنيات الموفرة للطاقة. يميل المستهلكون إلى عدم تغيير سلوك استهلاك الطاقة إذا وجدت معلومات قليلة.
الحوافز المتبعثرة. ومشكلة الوكيل والمبدع، وعدم التفكير في الدورة الحياة للتكاليف والوفورات، جميعها تشكل عوائق أمام الحفاظ على الطاقة.
يصنف جاف وستافينز (1994) الحواجز بشكل مختلف، إذ يعتقدان أن كلاً من إخفاقات السوق والإخفاقات غير السوقية يمكن أن تكون مسؤولة عن النجاح المحدود في السوق لتقنيات كفاءة الطاقة الفعالة من حيث التكلفة. أحد المصادر المهمة لفشل السوق هو المعلومات غير الكاملة، على سبيل المثال خصائص الصالح العام للمعلومات وتفاوت المعلومات. ويمكن أن يشمل الفشل غير السوقي التباين والعزوف لدى المستهلكين، وعدم اليقين حول أسعار الطاقة المستقبلية والوفورات الفعلية من الاستثمارات في كفاءة الطاقة.

## تدابير تضييق فجوة كفاءة الطاقة
توجد فجوة كفاءة الطاقة في مختلف القطاعات، بدءًا من المنازل والشركات الصغيرة والشركات والحكومات. وقد طوّرت العديد من السياسات والبرامج للتغلب على تلك الحواجز وسد فجوة كفاءة الطاقة.
الإعانات والحوافز للتقنيات الموفرة للطاقة. يمكن التغلب على الاستثمار الرأسمالي غير الكافي من خلال المزيد من الإعانات الضريبية القوية، وضمانات القروض، والقروض الحكومية منخفضة الفائدة للتكنولوجيات الموفرة للطاقة.
الحد الأدنى من معايير كفاءة البناء والمعدات. تعتبر معايير الحد الأدنى من كفاءة المباني والمعدات نهجًا فعالة من حيث التكلفة لتوفير الطاقة. يمكن أن يؤدي التنفيذ الفعال ورفع مستوى معايير كفاءة الطاقة في المباني إلى تحسين تكامل الطاقة في المباني الجديدة، بينما يمكن أن تساعد معايير كفاءة المعدات في تقليل استهلاك الطاقة والتلوث أثناء دورة حياة المعدات.
برامج المعلومات. أثبتت الأبحاث أن توفير معلومات دقيقة وجديرة بالثقة حول استخدام الطاقة وخيارات كفاءة الطاقة يمكن أن يساعد في تضييق الفجوة. يمكن تنفيذ ثلاثة أشكال من برامج المعلومات لمساعدة المنتجين والمستهلكين على اتخاذ قرارات أكثر استنارة وعقلانية. الأول هو معلومات عامة تنطبق على جميع قرارات الطاقة، مثل توقعات أسعار الطاقة في المستقبل ؛ النوع الثاني من البرنامج هو توفير معلومات مقارنة لتسهيل خيارات التكنولوجيا والمنتجات، مثل أنظمة تصنيف المنتجات ووضع العلامات ؛ النوع الثالث من البرنامج هو تقديم توصيات محددة للخيارات الاستثمارية للمنتجين والمستهلكين أو تغييرات السلوك.
برامج المشتريات الحكومية للتقنيات الموفرة للطاقة. قد يُطلب من الوكالات الحكومية شراء منتجات موفرة للطاقة. وهذا من شأنه أن يساعد في تحسين كفاءة الطاقة في القطاع الحكومي، وسيؤدي تأثير "التعلم بالممارسة" إلى إنشاء أسواق مبكرة للتقنيات الموفرة للطاقة.
بعض الأمثلة الحقيقية لتلك الإجراءات تشمل ما يلي: برنامج تصنيف استهلاك الطاقة في الاتحاد الأوروبي، وبرنامج شفرات البناء للطاقة في وزارة الطاقة الأمريكية، وبرامج التصنيف الطوعي للطاقة، لوكالة حماية البيئة الأمريكية ووزارة الطاقة الأمريكية.